# Miguel Abadìa Méndez
Miguel Abadìa Méndez (Vega de los Padres, 5 luglio 1867 – Bogotà, 15 maggio 1947) è stato un politico, diplomatico e scrittore colombiano.
Membro del Partito Conservatore, fu presidente della Colombia dal 1926 al 1930.